# Чардхам
О «малом Чар-дхаме» в Гималаях, см. статью Чар-дхам (Гималаи)
Чардхам (хинди चार धाम) — четыре святые места паломничества в индуизме, расположенные в разных концах Индийского субконтинента: Пури на востоке, Рамешварам на юге, Дварка на западе и Бадринатх на севере. Это четыре наиболее святые места паломничества индуизма, которые каждому индуисту рекомендуется посетить в течение своей жизни.
Традиция совершения паломничества по этим четырём святым местам была начата в VIII веке индуистским философом Шанкарой, который сгруппировал их вместе. Позднее, чардхамом также стали называть паломничество по четырём святым местам в Гималаях, основным из которых является Бадринатх. Этот паломнический маршрут получил название «Чота-чар-дхам», что в переводе означает «малый чар-дхам».